# Hollywood Tour
Hollywood Tour was een dark water ride in het Duitse attractiepark Phantasialand in het themagebied Fantasy. 

## Geschiedenis
De bouw van de attractie heeft twee jaar geduurd en opende uiteindelijk in 1990 met een kostenplaatje van 15 miljoen Duitse Mark. De attractie was een idee van Richard Schmidt, een van de oprichters van het attractiepark. Hij was een filmliefhebber. Ook heeft het park voor een aantal scènes zich laten inspireren door andere attractieparken. Sinds de zomer van 2020 is de attractie gesloten. In 2022 is de attractie van de officiële attractielijst gehaald. In januari 2023 doken er in de media foto's op dat de attractie ontmanteld werd. Phantasialand heeft niks gecommuniceerd over de status van de attractie.

## Rit
In de wachtrij zie je allemaal posters van bekende films hangen, waarvan een aantal films ook in de attractie voorkomen. In sommige gevallen staat bij de ingang om de hoek een acteur die verkleed is als Frankenstein om bezoekers te laten schrikken. Bij het instapperron word je opgewacht door Alfred Hitchcock, in de vorm van een animatronic, waarna je een donkere tunnel invaart en vervolgens van een circa vier meter hoge helling afglijdt in het bootje en het bootje door een grot heenvaart met mysterieuze muziek op de achtergrond.
De eerste scène waar het bootje langskomt was Jaws. In deze scène duikt uit het water tweemaal Jaws onverwachts op. Deze scène is geïnspireerd door de attractie Jaws in Universal Studios.  In de tweede scène vaart het bootje door de film Tarantula. Een helikopter probeert de reuze vogelspin neer te schieten. Vervolgens varen de bezoekers onder de vogelspin Tarantula door.
De derde scène was Sinbad de zeeman. In deze scène staan diverse animatronics en valt er onverwachts een pilaar in de richting van de bezoekers. De vierde scène was achter glas en was de film Frankenstein. Direct na de scène worden bezoekers opgeschrikt door een vrouw die boven de boot naar beneden valt. Vervolgens was de vijfde scène de film 20,000 Leagues Under the Sea.
De zesde scène was Tarzan. Hier lopen verschillende apen rond, waarvan een aantal Jane gevangen houdt en een aap op waterskies staat. Tarzan zelf staat in de hoek op een olifant.
De zevende scène was tot 2007 de film The Birds, maar is toen omgebouwd tot De tovenaar van Oz. Ten slotte, volgde de film King Kong als achtste scène.

Als laatste wordt de boot weer opgetakeld en kwam terecht in het station.

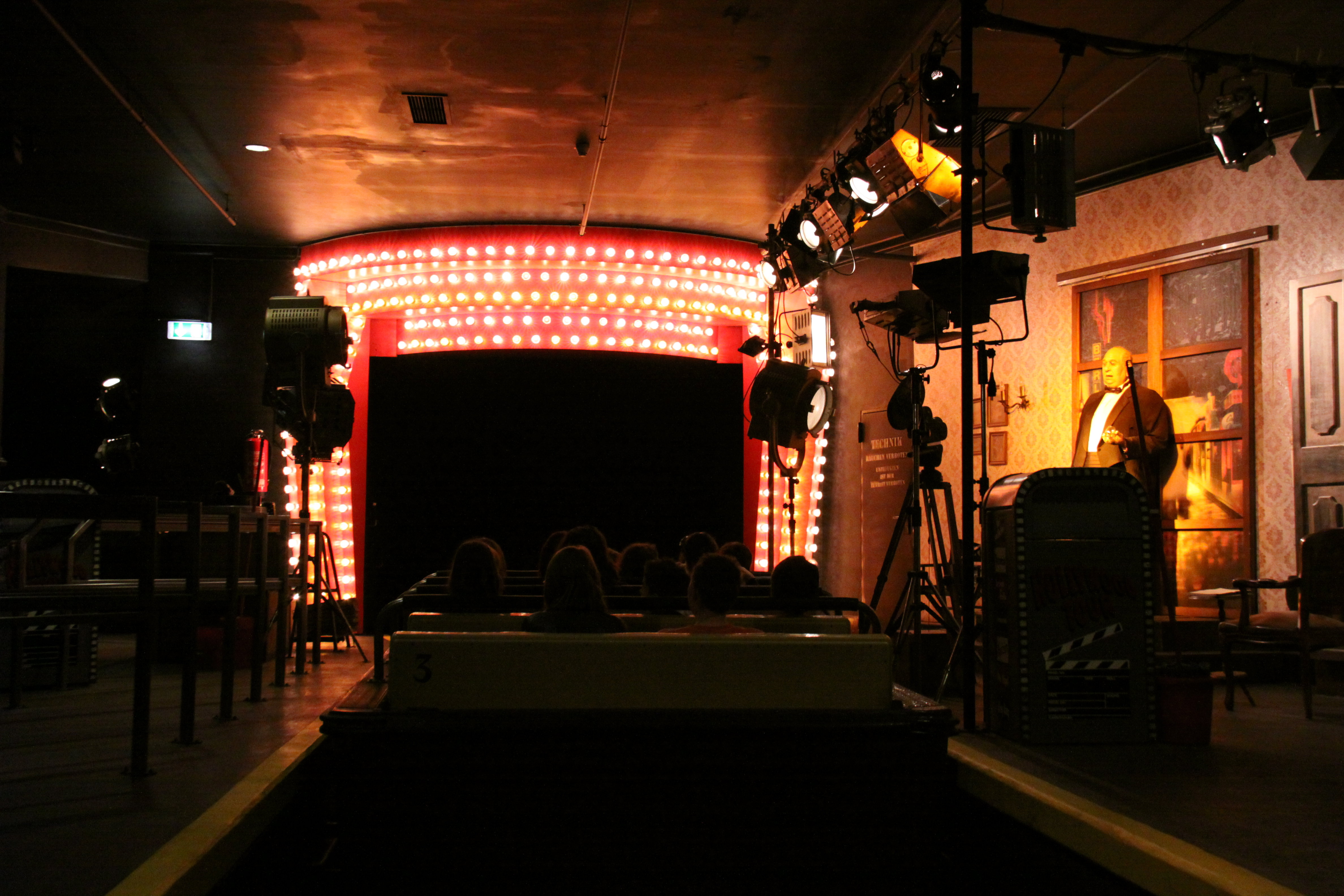
Station
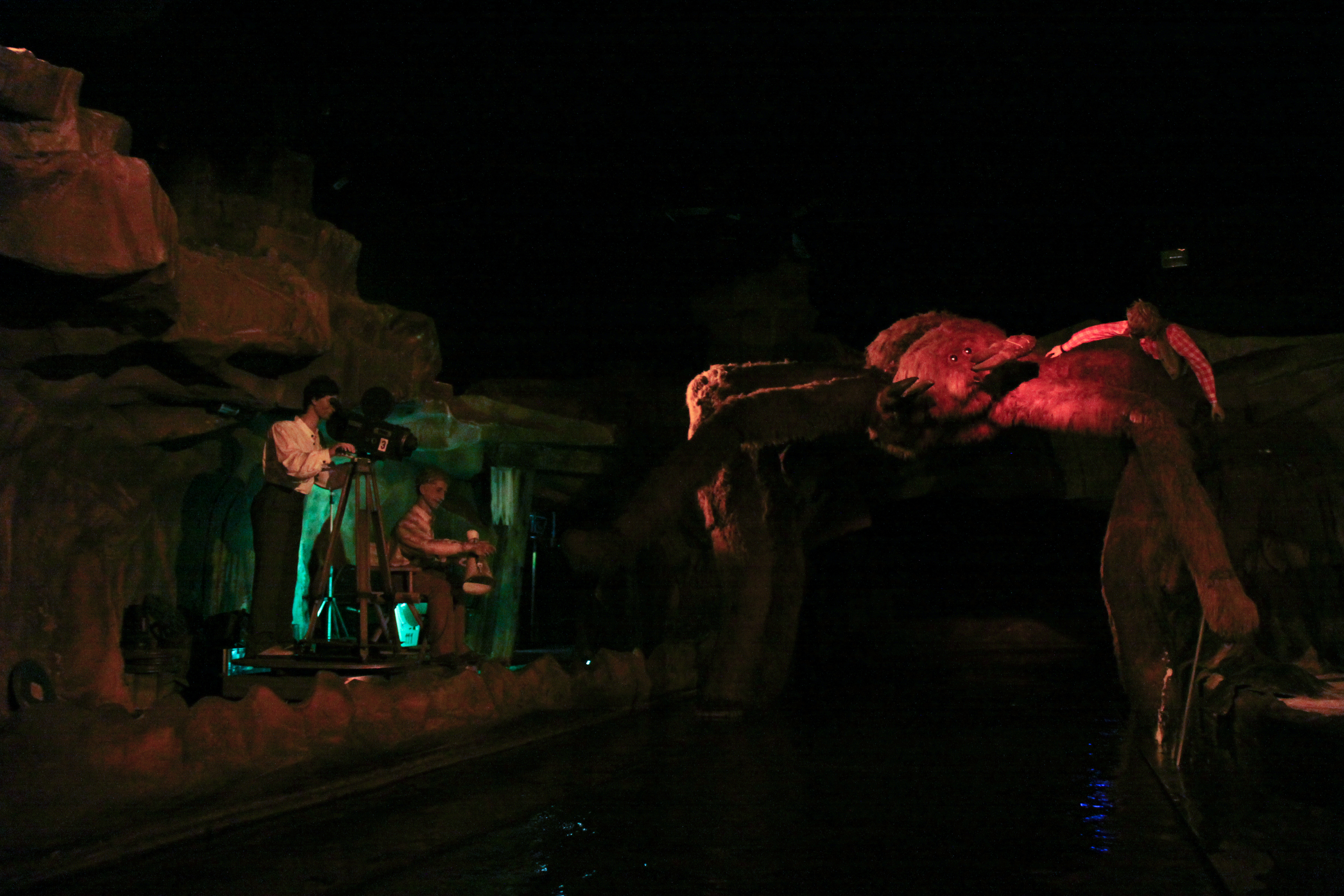
Tarantula
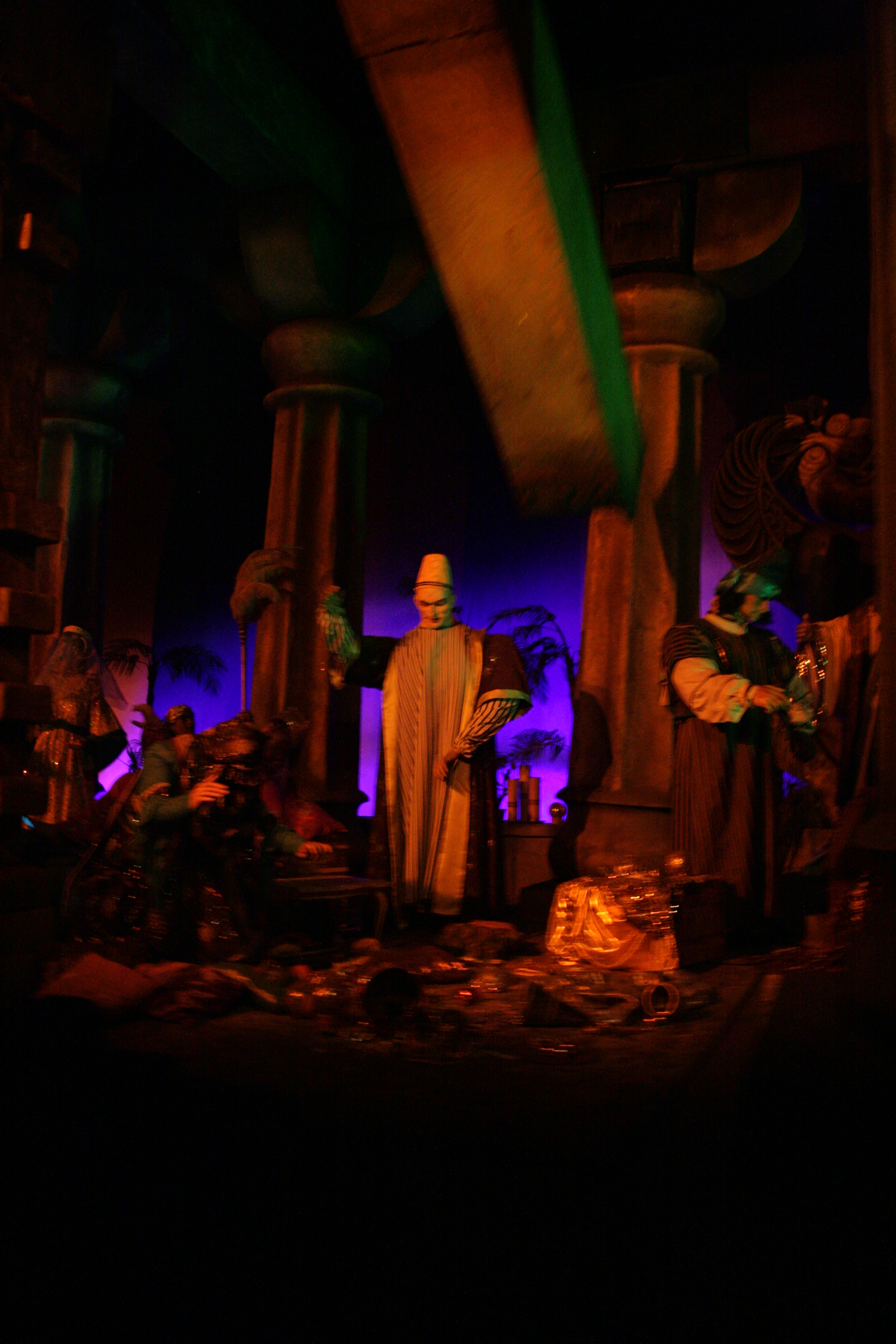
Sinbad de zeeman
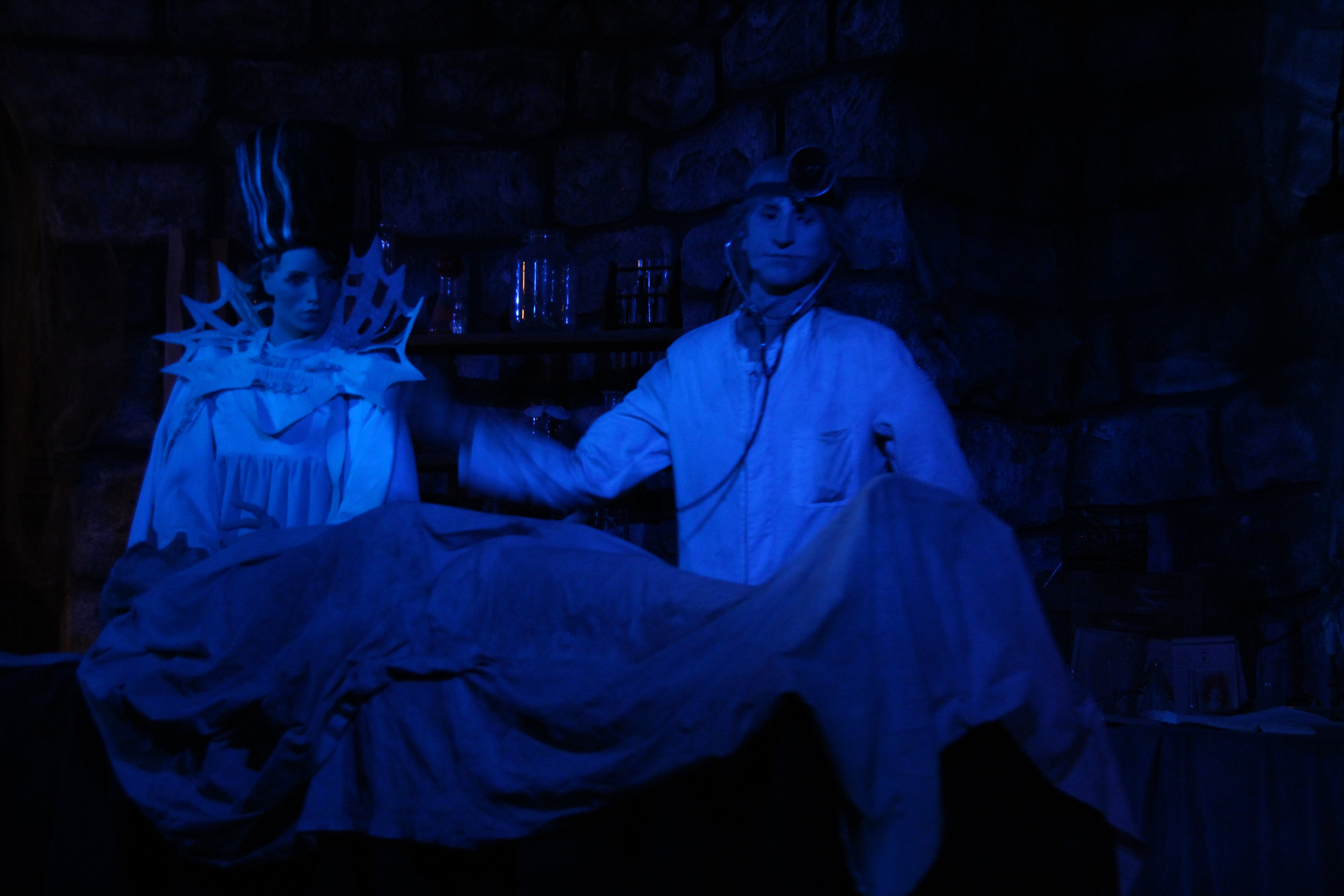
Frankenstein
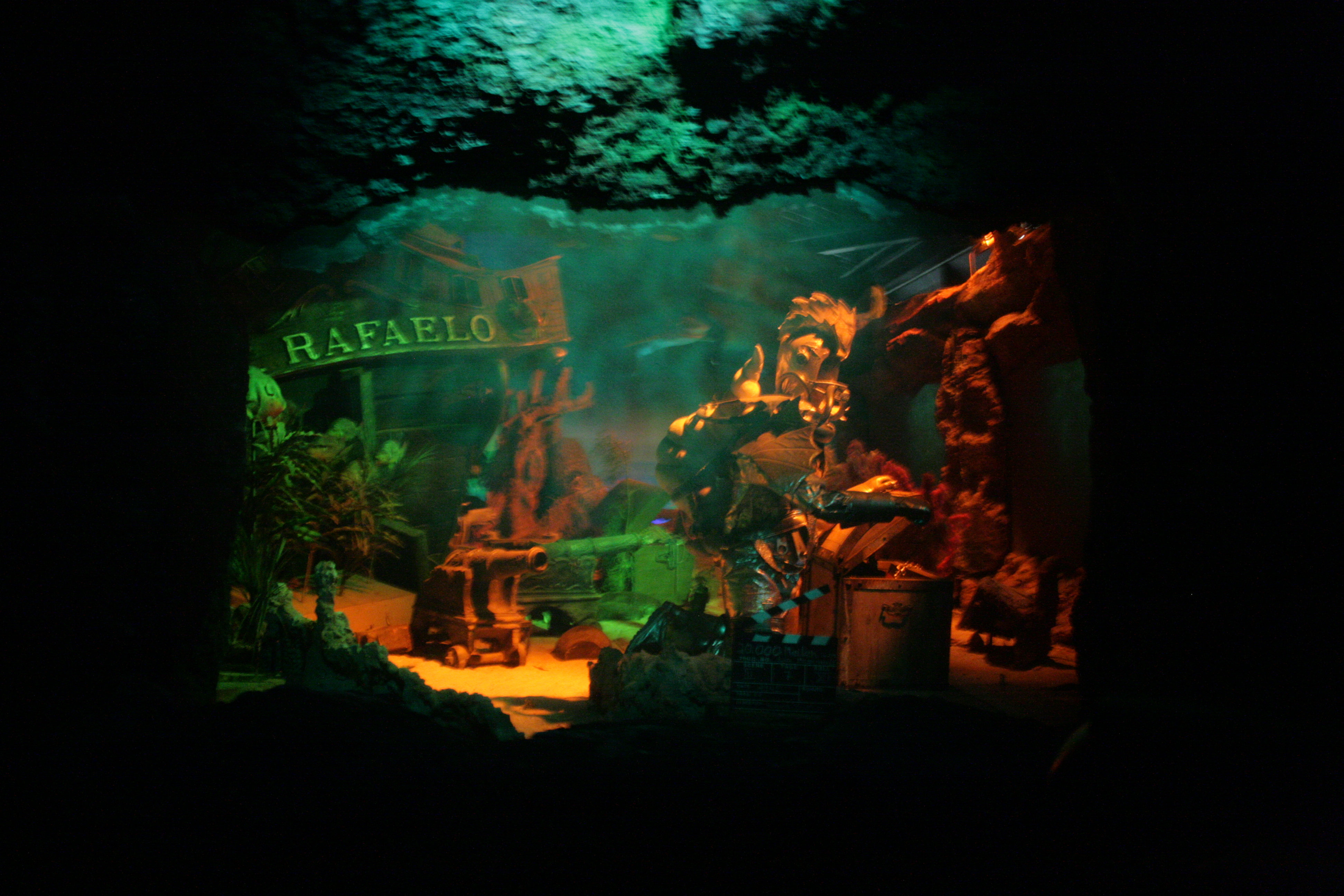
20,000 Leagues Under the Sea
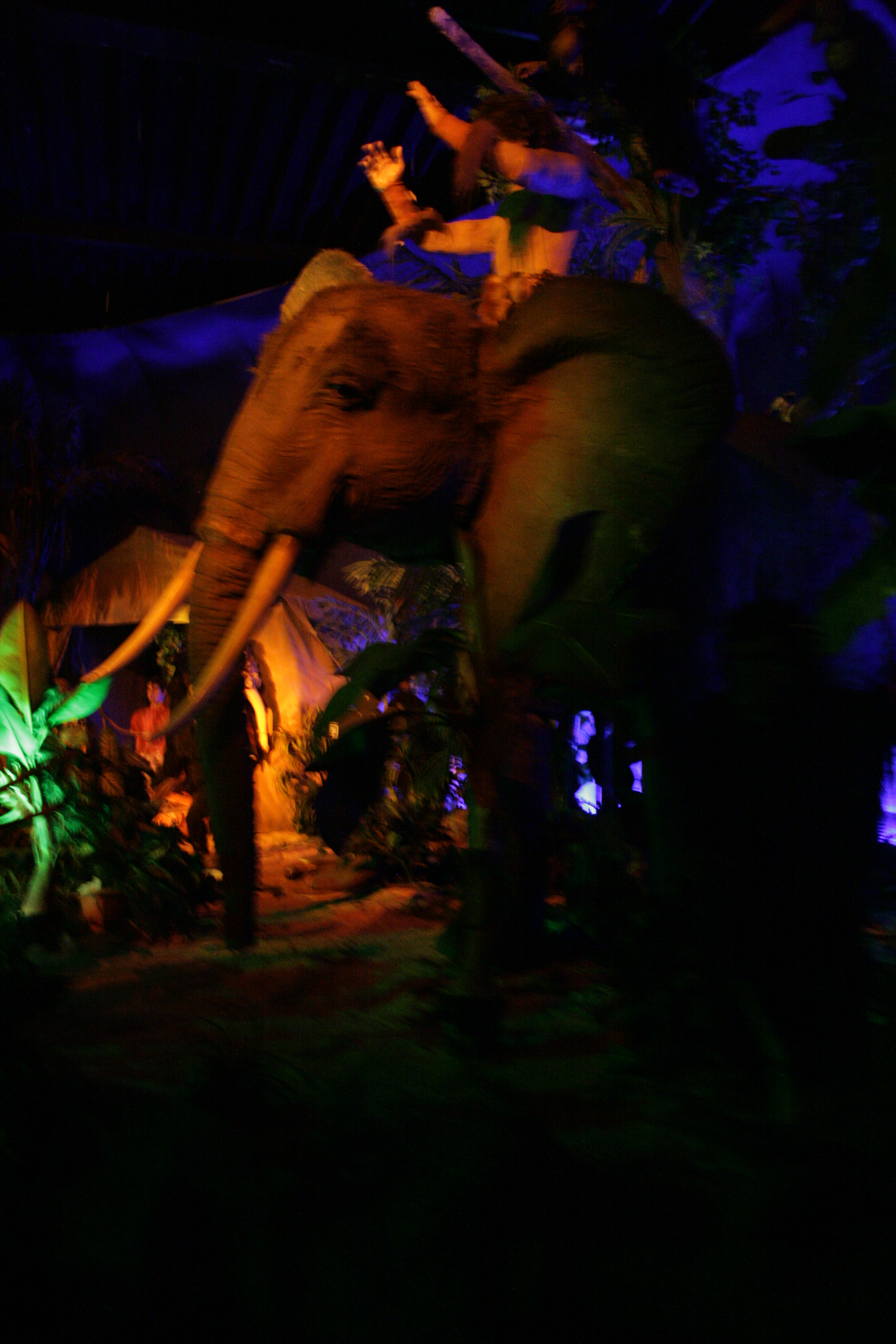
Tarzan
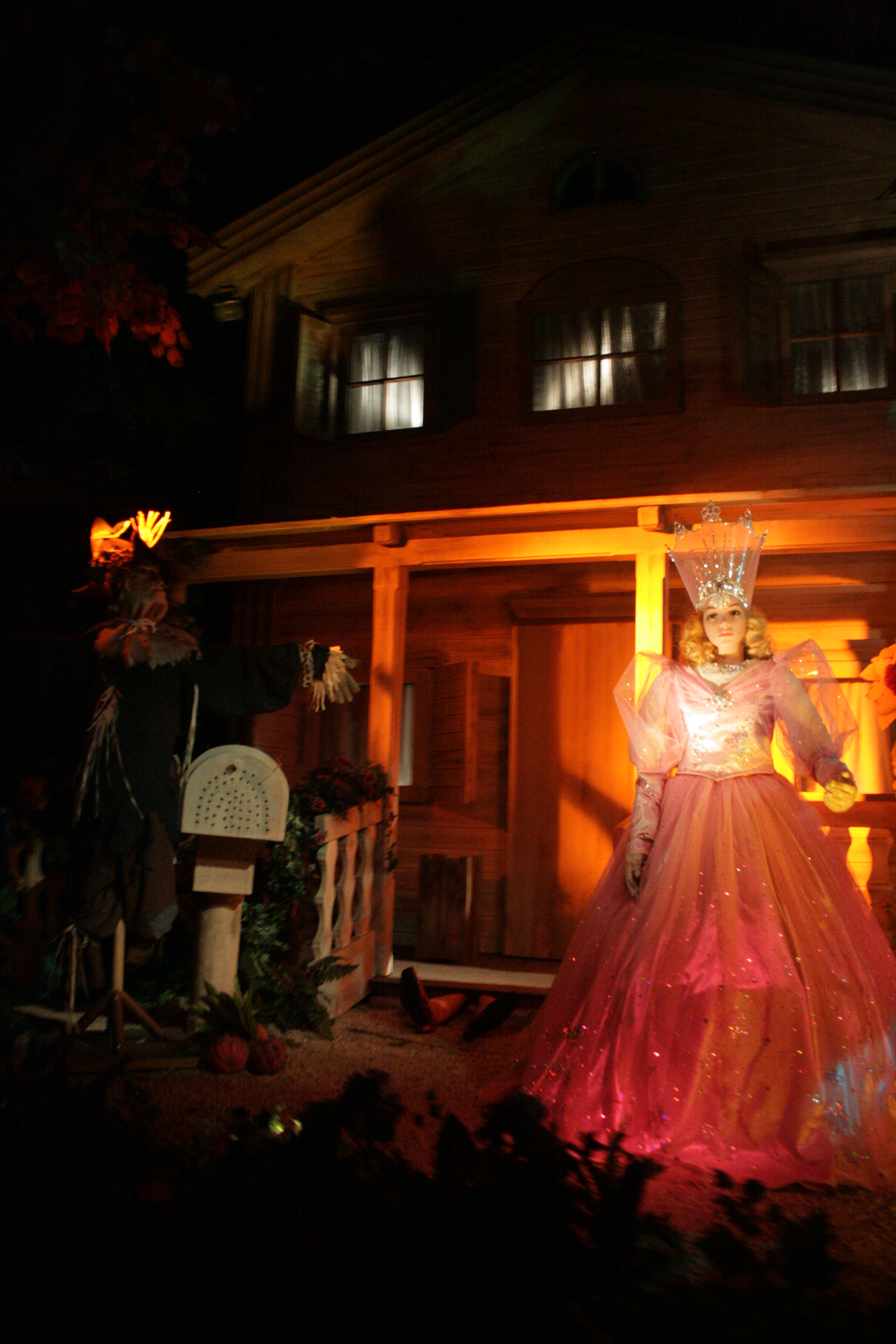
De tovenaar van Oz
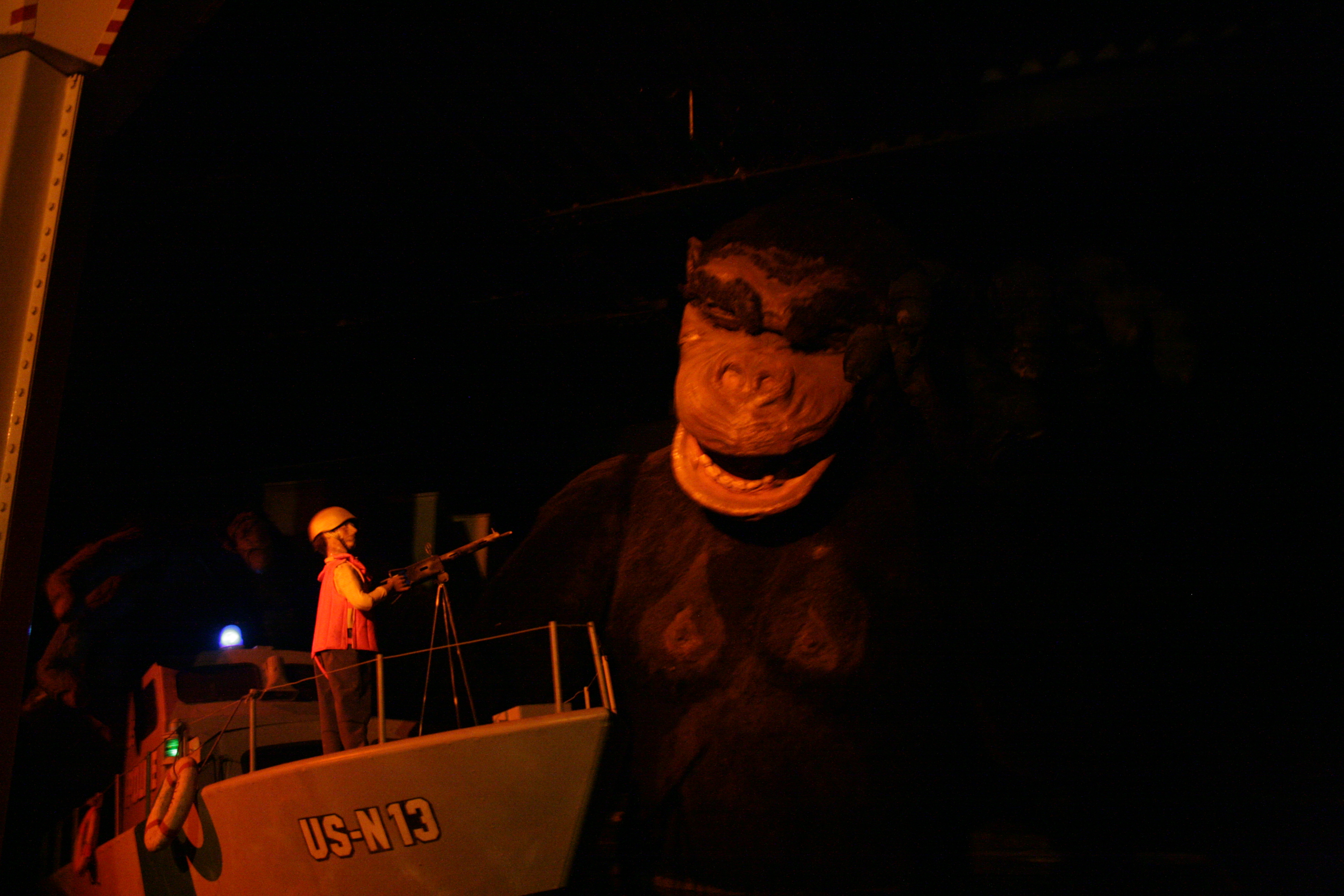
King Kong

## Technisch
In de attractie waren 80 personages te vinden die verspreid staan over de acht scènes in de attractie. In totaal wordt er 2000 m3 water door 30 pompen door de attractie gepompt om de bootjes in beweging te houden. Hollywood Tour gebruikte circa 300 kW aan energie. De attractie zat immers letterlijk onder de Crazy Bats-achtbaan – vandaar het hoogteverschil van vier meter. De titel van de ritmuziek was Voyager gecomponeerd door Wavestar.
Lijst van attracties in Phantasialand · Quick Pass · afbeeldingen